# Vlag van Leerdam

Tweede vlag
(1986-2019)

De vlag van Leerdam is op 25 september 1986 bij raadsbesluit vastgesteld als de gemeentevlag van de Zuid-Hollandse gemeente Leerdam, naar aanleiding van een fusie met Kedichem en Schoonrewoerd. De vlag kan als volgt worden beschreven:
Geel, met daarop twee gekanteelde en tegengekanteelde rode banen.
Dit is een variant op de vlag van 1961 met volgens de bijbehorende tekening slechts vijf kantelen boven en 4 onder.
De kleuren van de vlag zijn ontleend aan het gemeentewapen. Omdat de wapens van zowel Kedichem als Schoonrewoerd dezelfde tekening vertonen als de vlag en omdat de vlag van Leerdam zeer oud is, was er geen behoefte aan een volledig nieuw ontwerp. Het patroon is afgeleid van het wapen van de familie Van Arkel, die in deze omgeving meerdere bezittingen had. De rode banen stellen stormladders voor.
Op 1 januari 2019 is Leerdam opgegaan in de Utrechtse gemeente Vijfheerenlanden. De vlag kwam daardoor als gemeentevlag te vervallen.

## Eerdere vlag

Eerste vlag
(1961-1986)

Op 30 oktober 1961 had de gemeenteraad van Leerdam een eerdere vlag aangenomen met nagenoeg dezelfde beschrijving:
Geel, met daarop twee gekanteelde en tegengekanteelde rode banen.
Deze vlag was reeds in 1651 als vlag van Leerdam getekend door Pieter Post, op een afbeelding van de begrafenis van prins Frederik Hendrik in 1647. In die tijd was Leerdam een graafschap dat in bezit was van de Oranjes. Het verschil in de vlag van 1961 ten opzichte van de vlag van 1986 is dat de eerdere vlag zestienmaal gekanteeld was, volgens de tekening in het Nederlands Vlaggenboek van Klaes Sierksma.

## Verwante afbeeldingen

Het wapen van Leerdam
Het wapen van Schoonrewoerd
Het wapen van Kedichem
Het wapen van de familie Van Arkel en het Land van Arkel

Alkemade 
· Ameide 
· Ammerstol 
· Arkel 
· Asperen 
· Benthuizen 
· Bergambacht 
· Bergschenhoek 
· Berkel en Rodenrijs 
· Bernisse 
· Binnenmaas 
· Bleiswijk 
· Bleskensgraaf en Hofwegen
· Bodegraven 
· Boskoop
· Brielle 
· Cromstrijen 
· De Lier 
· Delfshaven 
· Dirksland 
· Everdingen 
· Geervliet 
· Giessenburg 
· Giessenlanden
· Goedereede 
· Goudswaard 
· Graafstroom 
· 's-Gravendeel 
· 's-Gravenzande 
· Groot-Ammers
· Hagestein 
· Haastrecht 
· Hazerswoude 
· Heenvliet 
· Heerjansdam 
· Hei- en Boeicop
· Heinenoord
· Hellevoetsluis 
· Hillegersberg
· Jacobswoude
· Kamerik
· Korendijk
· Koudekerk aan den Rijn
· Krimpen aan de Lek
· Langerak
· Leerdam
· Leidschendam
· Leimuiden
· Lexmond
· Liemeer
· Liesveld
· Maasland
· Middelharnis
· Mijnsheerenland
· Moerhuizen
· Moerkapelle
· Molenwaard
· Monster
· Moordrecht
· Naaldwijk
· Nederlek
· Nieuw-Beijerland
· Nieuwerkerk aan den IJssel
· Nieuw-Lekkerland
· Nieuwpoort
· Nieuwveen
· Noordwijkerhout
· Nootdorp
· Numansdorp
· Oostflakkee
· Oostvoorne
· Oud-Alblas
· Oud-Beijerland 
· Oude-Tonge 
· Oudenhoorn 
· Ouderkerk 
· Ouderkerk aan den IJssel
· Overschie
· Piershil 
· Pijnacker 
· Poortugaal 
· Puttershoek 
· Reeuwijk 
· Rhoon 
· Rijnsaterwoude 
· Rijnsburg 
· Rijnwoude 
· Rockanje 
· Rozenburg 
· Sassenheim 
· Schelluinen 
· Schipluiden 
· Schoonhoven 
· Schoonrewoerd 
· Sommelsdijk 
· Spijkenisse 
· Streefkerk 
· Strijen 
· Ter Aar 
· Valkenburg 
· Vianen 
· Vierpolders 
· Vlist 
· Voorburg 
· Voorhout 
· Warmond 
· Wateringen 
· Westmaas 
· Westvoorne 
· Woerden 
· Woubrugge 
· Zederik 
· Zevenhoven 
· Zevenhuizen 
· Zevenhuizen-Moerkapelle 
· Zuid-Beijerland 
· Zuidland 
· Zwammerdam 
· Zwartewaal